# WILD EYES
WILD EYES는 미즈키 나나의 11집 싱글이다. 2005년 5월 18일에 출시되었다.